# Cheikh Fethi
 (novembre 2008).
Si vous disposez d'ouvrages ou d'articles de référence ou si vous connaissez des sites web de qualité traitant du thème abordé ici, merci de compléter l'article en donnant les références utiles à sa vérifiabilité et en les liant à la section « Notes et références ».
Cheikh Fethi, dont le nom à l'état civil est Fethi Berradjaa, est un chanteur algérien de raï né à Oran le 8 août 1959 et mort en novembre 2001,.

## Biographie
Ancien chanteur du raï de la même lignée que Cheb Khaled et Houari Benchenet, son style est typiquement oranais de voix na-sonnée. Avec ses parents, il a habité le quartier Saint-Eugène à Oran, dans l'immeuble 'Zalamette'. Son père Diden, alias Boumedienne, fut animateur avec le chanteur Blaoui Houari.
Après son mariage avec sa cousine Fatiha, Cheikh Fethi a résidé au quartier de Médioni dans la demeure de sa grand-mère. Après son divorce qui fut un traumatisme indélébile, ses chansons en reflétaient son vécu, c'est-à-dire elles sont teintées de tristesse et de nostalgie. Par la suite, il est partie sur Paris. Ou il rencontra sa seconde femme, ils se diront "oui" à la mairie le 04 janvier 1993. Elle se nomme CHAA BENAISSA fille de ABED BENAISSA et MAHI BAKHTA.
Cheb Hasni, le nouveau crooner oranais, approcha Cheikh Fethi et il est devenu son ami intime et il s'inspira de ses chansons. Une amitié profonde les a liés et plus tard Cheikh Fethi a influencé Cheb Hasni qui ne chantait que son répertoire sentimental.
Avec la complicité des éditeurs du rai à Oran, Cheb Hasni s'est fait une grande réputation avec la chanson (madanitche netferkou baâd aâchratna) écrite par Cheikh Naam de Sidi-Bel-Abbès destiné à Cheikh Fethi, ce qui a provoqué un malaise et une rupture entre eux car il s'agit d'un plagiat.
Plus tard, ils se sont réconciliés grâce à la médiation du coiffeur Khemisti .B.M. et Bachir .Z. (Berrah) dans son salon de coiffure au quartier de Médioni sur la rue Kheiat Salah (ex Gabriel Fauré), d'ailleurs c'est Cheb Hasni qui l'a appelé pour la première fois Cheikh Fethi dans son album.
Ses principales références sont Abdelkader El-Khaldi et Mestfa Ben Brahim.
Cheikh Fethi est mort en 2001 des suites d'une longue maladie. Il est enterré au cimetière d'Ain-Beida.

## Discographie
Plusieurs albums sortis en Algérie dans les années 1970 - 1980.
- Matoual Dellil. (Poésie Mestfa Ben Brahim)
- Ya  Lezrag. (Poésie Mestfa Ben Brahim)
- Louken Tziane laakouba. (Parole Blaoui Houari)
- Madanitche netferkou. (Parole Cheikh Fethi)
- Dalma.
- Zergua mon amour. (Parole Cheikh Fethi)
- Ya ouelfi oualach. (Parole Cheikh Fethi)
- M’chat Aâliya. (Parole Blond-Blond)
- Djar Alia L’hem. (Poésie Abdelkader El-Khaldi)
- Serdj Yaferess. (Poésie Mestfa Ben Brahim)
- Lagui Lagui Ya H'med. (Poésie Abdelkader El-Khaldi)
- Eli Bini W Bini Met
- kawm jiyah (cheikh fethi)
- Eli ma3raf hob (cheikh fethi)
- Mazal touali lia (cheikh fethi)
- Barkani Manek (cheikh fethi)
- Hsabti rohak (cheikh fethi)
- aalmtha kifach t3om (cheikh fethi)

- ou miliza (cheikh fethi)
- yaliyam
- ya kass
- wahran wahran
- yahasra 3la wahran
- el fares
- jar 3liya lham (parole Abdelkader EL-Khaldi)
- li bini w binak mat